# Tears Are Not Enough (singel ABC)
Tears Are Not Enough – pierwszy singel brytyjskiego zespołu ABC z ich debiutanckiej płyty The Lexicon of Love. Obydwie wersje (7’’ i 12’’) różnią się od finalne wersji z albumu, ale obydwa wyprodukował Steve Brown.

## Lista utworów
7" Neutron/Phonogram; NT 101 
1. "Tears Are Not Enough" - 3:35
2. "Alphabet Soup" - 5:25

12" Neutron/Phonogram; NTX 101 
1. "Tears Are Not Enough" - 7:55
2. "Alphabet Soup" - 8:02